# Макроэволюция
Макроэволюция органического мира — это процесс формирования крупных систематических единиц: из популяции - новых подвидов из подвидов - новых видов — новых родов, из родов — новых семейств и т. д. В основе макроэволюции лежат те же движущие силы, что и в основе микроэволюции: наследственность, изменчивость, естественный отбор и репродуктивная изоляция. Так же, как и микроэволюция, макроэволюция имеет дивергентный характер.
Понятие макроэволюции интерпретировалось многократно, но окончательного и однозначного понимания не достигнуто.

## Методология изучения
Процессы макроэволюции требуют огромных промежутков времени, и непосредственно изучать её в большинстве случаев не представляется возможным. Одно из исключений — наблюдаемое ускоренное формирование новых надвидовых таксонов моллюсков в условиях гибели Аральского моря.
Одним из методов изучения макроэволюции является компьютерное моделирование. Так, с конца 1980-х макроэволюция изучается с помощью программы MACROPHYLON.

## Доказательства макроэволюции

### Сравнительно-анатомические доказательства
Все животные имеют единый план строения, что указывает на единство происхождения. В частности, об общих предках рыб, земноводных, рептилий, птиц и млекопитающих говорит строение гомологичных органов (например, пятипалой конечности, в основе которой лежит скелет плавников кистепёрых рыб). О единых предках свидетельствуют и атавизмы — органы предков, развивающиеся иногда у современных существ. Например, к атавизмам у человека относится возникновение многососковости, т. е. полителии или полимастии, хвоста, сплошного волосяного покрова и т. п. Ещё одно доказательство эволюции — наличие рудиментов — органов, утративших своё значение и находящихся на стадии исчезновения. У человека — это остатки третьего века, утрачиваемый волосяной покров,  аппендикс и т. п.

### Эмбриологические доказательства
У всех позвоночных животных наблюдается значительное сходство зародышей на ранних стадиях развития: форма тела, зачатки жабр, хвост, один круг кровообращения и т. д. (закон зародышевого сходства К. Бэра). Однако по мере развития, сходство между зародышами различных систематических групп постепенно стирается, и начинают преобладать черты, свойственные таксонам более низкого порядка, к которым они принадлежат. Таким образом, все хордовые животные произошли от единых предков.
Другой пример эмбриологических доказательств макроэволюции — происхождение из одних и тех же структур зародыша квадратной и суставной костей в челюстях у рептилий и молоточка и наковальни в среднем ухе у млекопитающих. Палеонтологические данные также подтверждают происхождение частей уха млекопитающих из костей челюсти рептилий.

### Палеонтологические доказательства
К таким доказательствам относятся нахождение остатков вымерших переходных форм, позволяющих проследить путь от одной группы живых существ к другой. Например, обнаружение трёхпалого и пятипалого предполагаемых предков современной лошади, имеющей один палец, доказывает, что у предков лошади было пять пальцев на каждой конечности. Обнаружение ископаемых останков археоптерикса позволило сделать вывод о существовании переходных форм между пресмыкающимися и птицами. Нахождение остатков вымерших семенных папоротников позволяет решить вопрос об эволюции современных голосеменных и т. п. На основании палеонтологических находок были выстроены филогенетические ряды, то есть ряды видов, последовательно сменяющих друг друга в процессе эволюции.

### Биохимические доказательства
1. Единообразие химического состава живых организмов (и их предковых форм), наличие элементов органогенов, микроэлементов.
2. Единообразие генетического кода у всех живых организмов (ДНК, РНК).
3. Сходство химизма процессов пластического и энергетического обмена. У подавляющего большинства организмов в качестве молекул-аккумуляторов энергии используется АТФ, одинаковы также механизмы расщепления сахаров и основной энергетический цикл клетки.
4. Ферментативный характер биохимических процессов.

### Биогеографические доказательства
Распространение животных и растений по поверхности Земли отражает процесс эволюции. Альфред Уоллес разделил поверхность земли на 6 зоогеографических зон:
1. Палеоарктическая зона (Европа, Северная и Средняя Азия, Северная Африка)
2. Неоарктическая (Северная Америка)
3. Эфиопская (Центральная и Южная Африка)
4. Австралийская (Австралия, Тасмания, Новая Зеландия)
5. Индомалайская (Индия,)
6. Неотропическая (Южная и Центральная Америка)
Чем теснее связь континентов, тем больше родственных видов на них обитает, чем древнее изоляция, тем больше различий между животными и растениями.

## Заблуждения
Популярное заблуждение среди противников эволюции относительно понятий макро- и микроэволюции обширно распространено. Они прибегают к использованию данных терминов с целью манипулировать научными фактами и обусловить сугубо узкий вывод. Тем не менее, в действительности такое различение представляет собой лишь спор о определении терминов. В своих усилиях опровергнуть теорию эволюции противники эволюции разделяют процесс эволюции на две отдельные составляющие, которые, по их утверждениям, не перекрывают друг друга. Однако в рамках научной биологической дисциплины очевидно, что макроэволюция представляет собой набор микроэволюционных изменений, и отсутствует непреодолимая граница между этими категориями эволюционных масштабов. Классификация эволюционных процессов не имеет существенных различий, за исключением самого масштаба, который со временем приобретает определенное значение.